# Отрошенко Ілля Іванович
Отрошенко Ілля Іванович (нар. 10 квітня 2013, Суми, Україна) — український письменник-казкар, благодійник. Один з наймолодших письменників України. Рекордсмен. Занесений до Національного Рєєстру Рекордів України, як наймолодший в Україні автор двох виданих друком прозових книг.

## Життєпис
Народився 10 квітня 2013 року в місті Суми. Навчається у школі № 17 там само.
В доробку має дві книги «Велика лісова пригода» та «Велика лісова пригода. Острів динозаврів». Рукопис першої книги був написаний до 24 лютого 2022 і готувався до представлення на загальношкільний літературний конкурс, однак через повномасштабне вторгнення Росії в Україну, плани не були втілені. Мрія оприлюднити твір здійснилася завдяки батьківській підтримці.
За власної ініціативи, автор обидва видання передав на благодійну справу — емоційну підтримку тих дітей, які того потребували. Половина тиражу першої книги була направлена пацієнтам Національної дитячої спеціалізованої лікарні «ОХМАТДИТ». Друга книга «Велика лісова пригода. Острів динозаврів.» подарована дітям ВПО, пацієнтам Сумської обласної лікарні та вихованцям Сумського реабілітаційного центру.
Мешкає в Сумах. Вивчає іноземні мови (англійську, іспанську та китайську), захоплюється всесвітом, історією, географією, міфологією, країнознавством. Досліджує світ тварин, рослин, комах та мікробіологію. Мріє змінити світ на краще, тому долучається до благодійних та екологічних заходів.

## Книги
- «Велика лісова пригода» (2022), 100 екз.
- «Велика лісова пригода. Острів динозаврів.» (2023), 300 екз.

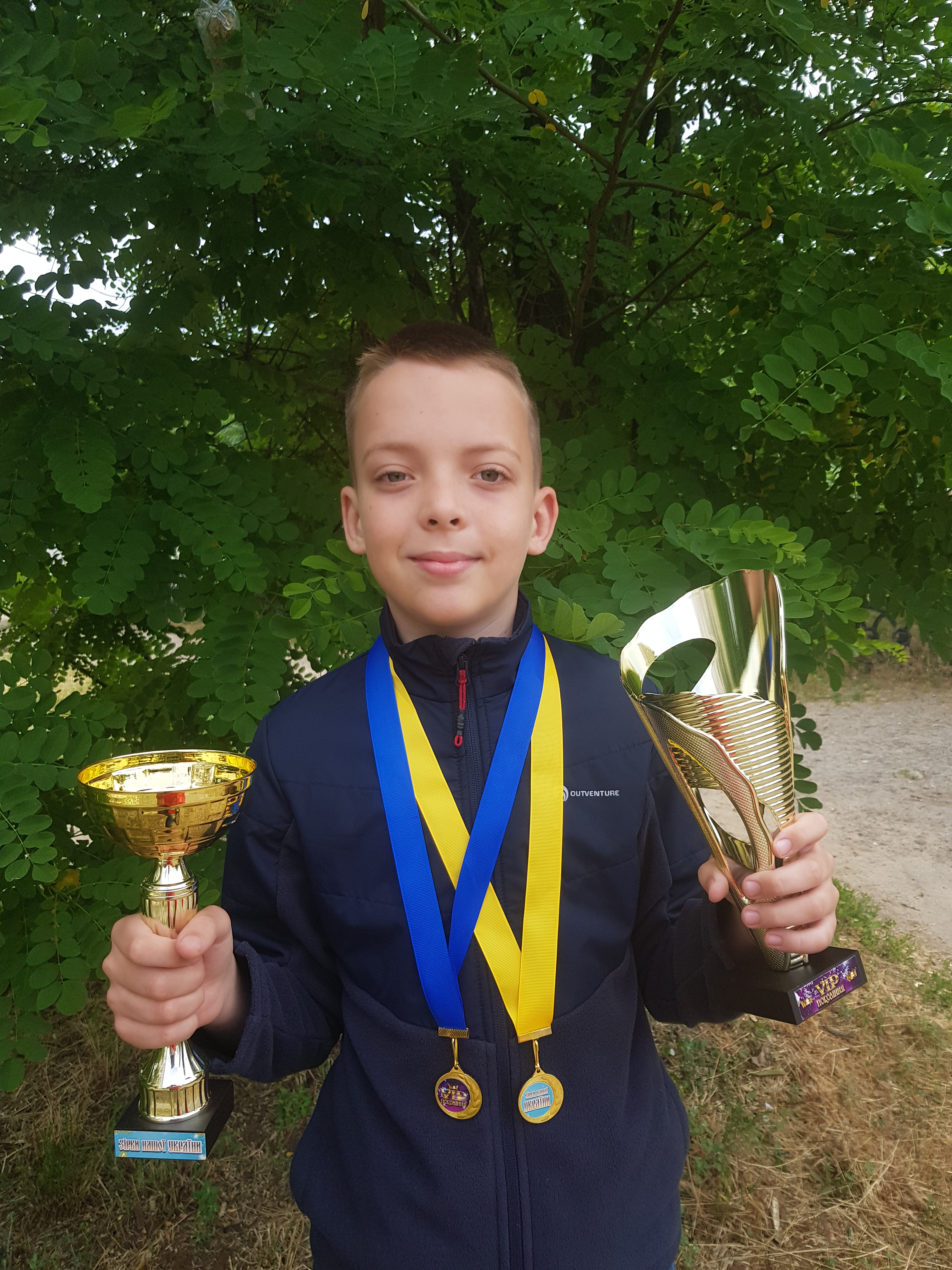
Нагороди

## Нагороди та досягнення
- Лауреат першої премії міжнародного багатожанрового фестивалю-конкурсу мистецтв «Весняна феєрія талантів» в номінації «Художнє слово, казкотворення прозаїчних творів» за книгу «Велика лісова пригода»;
- Перше місце в Міжнародному конкурсі талантів «Я маю талант» в номінації «Авторська проза» за книгу «Велика лісова пригода»;
- Переможець (гран-прі) міжнародного багатожанрового фестивалю-конкурсу мистецтв «VIP покоління» в номінації «Авторська творчість, створення прозаїчних творів» за книгу «Велика лісова пригода. Острів динозаврів.»;
- Переможець (гран-прі) міжнародного багатожанрового фестивалю-конкурсу мистецтв «Зірки нашої України» в номінації «Авторська творчість, створення прозаїчних творів» за книгу «Велика лісова пригода. Острів динозаврів.»;
- Рекорд Національного Рєєстру Рекордів України в номінації — «Наймолодший автор двох виданих друком прозових книг».